# Lądowisko Lipki Wielkie
Lądowisko Lipki Wielkie – lądowisko powstałe w 1989 roku w Lipkach Wielkich, w województwie lubuskim. Posiada ono asfaltową drogę startową o długości 760 m. Właścicielem lądowiska jest Nadleśnictwo Karwin. Leży ok. 25 km na wschód od Gorzowa Wielkopolskiego.
Na lądowisku stacjonują dwa samoloty patrolowo-gaśnicze M18 Dromader.